# Ferraria macrochlamys
Ferraria macrochlamys är en irisväxtart som först beskrevs av John Gilbert Baker, och fick sitt nu gällande namn av Peter Goldblatt och John Charles Manning. Ferraria macrochlamys ingår i släktet Ferraria och familjen irisväxter. Inga underarter finns listade i Catalogue of Life.